# 이임용
이임용 (李壬龍, 1921년 5월 7일 ~ 1996년 11월 2일)은 태광그룹의 창업자로, 대한민국의 섬유인이었다.
1935년 영일군 청하공립보통학교, 1944년 일본 나고야 쓰쓰이 실업학교를 졸업한 후 일선공무원으로 일하다 1954년 태광그룹을 창설했다.
1963년 동양합섬을 설립하고 1973년에는 태광그룹 회장, 1975년에는 대한화섬 회장, 1977년 학교법인 일주학원 이사장, 1978년 흥국생명보험 회장이 되었다. 1970년에  한국배구협회장을, 1970년~1977년에는 한국실업배구연맹회장을 지내는 등 한국 배구 발전에 관심을 기울이기도 했다. 동탑산업훈장, 대통령표창을 받았다.
배우자는 故 이선애이고, 자녀는 3남(故 이석진, 故 영진, 호진) 3녀(경훈, 재훈, 봉훈)가 있다.
생전 강조했던 경영 철학으로 '나무는 숲과 함께 자라야한다'는 메세지가 있다. 기업의 존재 가치를 이익 창출뿐 아니라 사회적 책임에서 찾은 것이다. 때문에 언제나 태광산업 임직원들에게 "스스로 무엇을 해야할 것인가를 자각해야 한다"고 강조했다고 한다. 태광이 직원들의 성장에 따라 사회공헌에 기여하는 부분이 커지기를 바랐기 때문이다.

## 사건
2010년 1월 26일 이임용 묘 도굴 사건이 발생하였다. 당시 도굴범(당시 49세)은 한적한 이 도로에 차를 세우고 농로를 따라 100여 미터 떨어진 산소로 가서 3시간 동안 봉분을 파헤쳤다. 범행 다음 달에는 바로 그룹비서실에 전화해 유골을 돌려주는 조건으로 10억 원을 요구했으며, 신고를 받은 경찰은 인근 3거리에 설치된 방법용 폐쇄회로 TV와 휴대폰 통화내역 등을 추적해 용의자를 검거했다. 놀랍게도 용의자는 1999년 롯데그룹 신격호 회장의 부친 묘소를 파헤쳐으며, 2004년에도 한화그룹 김승연 회장의 조부모 묘소를 파헤치다가 경찰에 붙잡혔다.같은해 2월 2일에는 유골이 7일만에 회수되었으며,4월 19일에는 포항교도소에 수감 중이던 용의자가 목을 매 스스로 목숨을 끊었다.